# Transat Jacques-Vabre 2003
Navigation
2001 2005
La Transat Jacques-Vabre 2003 est la 6e édition de la Transat Jacques-Vabre, aussi appelée La Route du café. Le départ est donné du Havre (France) à destination de Salvador de Bahia (Brésil).

## Parcours
- Pour les monocoques, Le Havre-Salvador de Bahia : 4 340 milles.
- Pour les multicoques, Le Havre-Salvador de Bahia (détour par l’île de l’Ascension) : 5 190 milles

## Participants
Quatre catégories de voiliers peuvent participer à cette course : les monocoques de 60 pieds, les monocoques de 50 pieds, les multicoques de 60 pieds (ORMA) et les multicoques de 50 pieds. Les 38 duos participants sont répartis en catégories comme suit :
- 17 monocoques de 60 pieds
- 5 monocoques de 50 pieds
- 14 multicoques de 60 pieds
- 2 multicoques de 50 pieds

## Classement

### Monocoques 60 pieds
| Classement , | Skipper             | Skipper            | Nom du bateau                   | Temps                                | Vitesse Moyenne (nd)                 |
| ------------ | ------------------- | ------------------ | ------------------------------- | ------------------------------------ | ------------------------------------ |
| 1            | Jean-Pierre Dick    | Nicolas Abiven     | Virbac                          | 17j 15h 18min 05s                    | 10,87                                |
| 2            | Roland Jourdain     | Alex Thomson       | Sill                            | 17j 22h 09min 11s                    | 10,69                                |
| 3            | Mike Golding        | Brian Thompson     | Ecover                          | 17j 22h 28min 37s                    | 10,68                                |
| 4            | Vincent Riou        | Jérémie Beyou      | PRB                             | 18j 08h 16min 44s                    | 10,43                                |
| 5            | Sébastien Josse     | Isabelle Autissier | VMI                             | 18j 17h 12min 42s                    | 10,21                                |
| 6            | Nick Moloney        | Samantha Davies    | Team Cowes                      | 18j 19h 57min 35s                    | 10,14                                |
| 7            | Dominique Wavre     | Michèle Paret      | Carrefour Prévention            | 19j 12h 54min 40s                    | 9,75                                 |
| 8            | Joé Seeten          | Éric Dumont        | Arcelor                         | 21j 04h 00min 14s                    | 8,97                                 |
| 9            | Antoine Koch        | François Robert    | Loire-Atlantique                | 21j 20h 37min 21s                    | 8,67                                 |
| 10           | Patrick de Radiguès | Elie Canivenc      | Garnier Belgium                 | 22j 01h 32min 55s                    | 8,58                                 |
| 11           | Didier Munduteguy   | J.M. Odriozola     | 60ème Sud                       | 23j 22h 00min 12s                    | 7,89                                 |
| 12           | Bob Escoffier       | Servane Escoffier  | Adecco                          | 24j 00h 34min 15s                    | 7,85                                 |
| H.D          | Mike Birch          | Robert Birch       | Tir Groupe                      | Hors délais                          | Hors délais                          |
| ABD          | Georges Leblanc     | Marc Nadeau        | Ciment St-Laurent               | Perte de la quille et chavirage      | Perte de la quille et chavirage      |
| ABD          | Charles Hedrich     | Javier Sansó       | Objectif 3                      | Démâtage au large de Ouessant        | Démâtage au large de Ouessant        |
| ABD          | Emma Richards       | Mike Sanderson     | Pindar                          | Arrêt à Brest, problèmes électriques | Arrêt à Brest, problèmes électriques |
| ABD          | Bernard Stamm       | Christophe Lebas   | Cheminées Poujoulat - Armor Lux | Problèmes de balasts                 | Problèmes de balasts                 |